# Arboa berneriana
Arboa berneriana je biljka iz porodice Passifloraceae, roda Arboa. Raste kao grm. Endemska je vrsta s Madagaskara. Raste u provinciji Antsiranani. Zaštićena je u Analamerani i Ankarani. Važne lokacije na kojima raste još su Montagne des Français, šumski kompleks Daraina, Sahafary i Orangea/Rigny. Odgovaraju joj suhi bioklimatski uvjeti na visinama do 499 metara.
Sinonimi za ovu biljku su:
- Piriqueta berneriana (Tul.) Urb.
- Turnera berneriana Tul.

Bazionim je Turnera berneriana Tul., a ostale kombinacije za bazionim su:
- Erblichia berneriana (Tul.) Arbo
- Piriqueta berneriana (Tul.) Urb.